# Square Nicole-de-Hauteclocque
Le square Nicole-de-Hauteclocque est un espace vert du 15e arrondissement de Paris, en France.

## Situation et accès
Le square est accessible par le no 23, rue Desaix.
Il est desservi par la ligne 6 à la station Dupleix.

## Origine du nom

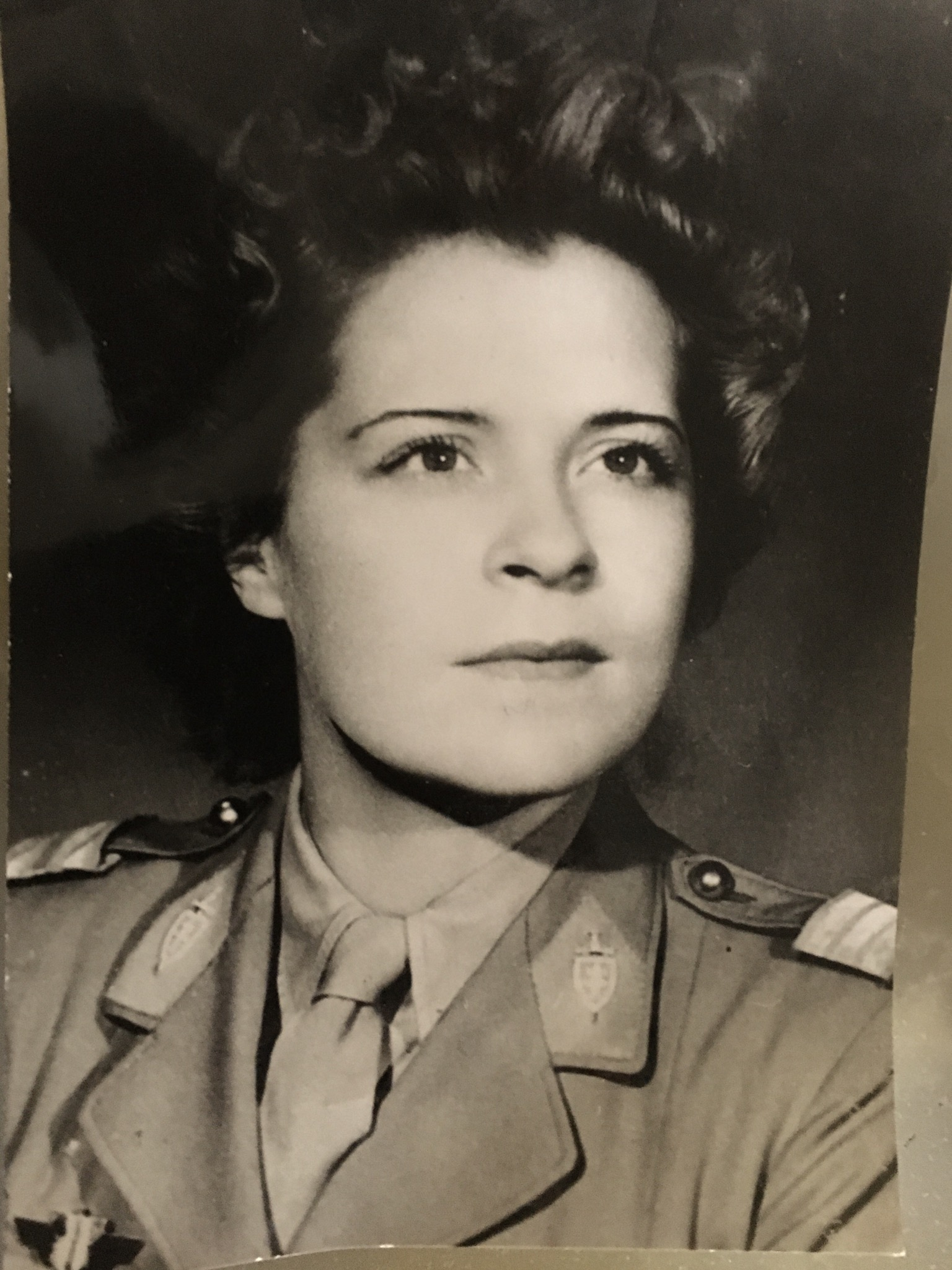
Nicole de Hautecloque (1913-1993).

Ce square porte le nom de la femme politique et résistante Nicole de Hauteclocque (1913-1993) qui fut une élue du 15e arrondissement.

## Historique
Ce square se situe à l'emplacement d'un très ancien jardin, celui du château et de la ferme de Grenelle, qui était appelé au XVIIIe siècle « jardin de Grenelle » ainsi qu'on peut le voir sur le plan d'arpentage de 1751 réalisé en vue de la construction de l'École militaire.
Le square actuel fut créé en 1998 dans le cadre de l'aménagement de la ZAC Dupleix. Il occupe une partie de l'emprise de l’ancienne caserne Dupleix. Les concepteurs sont Anne-Sylvie Bruel et Christophe Delmar de l'atelier de paysages Bruel-Delmar.

## Description
Il est composé d’une partie haute et d’une partie basse ; sa végétation est faite de tilleuls, graminées, plantes vivaces, arbustes à fleurs, figuiers. S'y ajoutent deux aires de jeux pour enfants avec jeux à ressort, structures à grimper et toboggan.